# Гідрогеологія Індії
Гідрогеологія Індії.
На тер. Індії виділяють три гідрогеологічних регіони: Гімалайську гірську область, Індо-Гангську акумулятивну рівнину, Індостанську платформну область.
- В Гімалайській області горизонт тріщинних ґрунтових вод спорадичного поширення живить численні низькодебітні, але постійні джерела, які широко використовуються для водопостачання, включаючи системи зрошування.

- У річкових долинах велике значення має водоносний горизонт четвертинного алювію. Глибина колодязів до 30 м, дебіти — до 10-15 л/с. Мінералізація води не перевищує 0,5 г/л, склад HCO3 — Ca.

- На Індо-Гангській рівнині головні водоносні комплекси представлені четвертинними пролювіальними та алювіальними відкладами. Ґрунтові води залягають на глибині 1-15 м. Дебіти колодязів та свердловин — від часток літра до 12 л/с. Напірні води (5-6 горизонтів) розкривають свердловинами. Дебіти свердловин — 10-70 л/с. Питомі дебіти — 5-30 л/с. Мінералізація води до 1 г/л. Склад HCO3 — Ca.

- В Індостанській платформній області головні водоносні горизонти пов'язані із зоною екзогенної тріщинуватості докембрійських порід, а також з комплексом деканських трапів верх. крейди-палеоцену. Глибина залягання ґрунтових вод в зоні екзогенної тріщинуватості не перевищує 15 м. Потужність водоносної зони — до 50 м. Дебіт свердловин 0,5-3 л/с. Мінералізація води — 0,4-3 г/л. Склад прісних вод HCO3 — Ca — Na, слабкосолонуватих Cl — HCO3 — Na — Ca.

- Деканські трапи містять горизонти тріщинних вод. Дебіти свердловин 0,7-0,8 л/с. Мінералізація води — 0,3-0,6 г/л. Склад HCO3 — Ca — Mg.

Експлуатаційні ресурси підземних вод на 0,5 території Індії оцінюються в 7400 км³/рік.